# Али и Нино (роман)
Али и Нино је роман о љубави између муслиманског азербејџанског дечака и хришћанке Грузијке у Бакуу у годинама 1918–1920. Истражује дилеме које је створила „европска“ владавина над „оријенталним“ друштвом и представља портрет главног града Азербејџана, Бакуа, током периода Азербејџанске Демократске Републике који је претходио дугој ери совјетске власти. Објављен је под псеудонимом Курбан Саид. Роман је објављен на више од 30 језика, са више од 100 издања или репринтова. Књига је први пут објављена у Бечу на немачком језику 1937. године, у издању E.P. Tal Verlag. То је широко цењено књижевно ремек-дело и од његовог поновног откривања и глобалне циркулације, која је почела 1970. обично се сматра националним романом Азербејџана. Енглески превод Жење Граман, објављен је 1970.
За ауторство романа Али и Нино владало је велико интересовање. Прави идентитет иза псеудонима "Курбан Саид" био је предмет спорова. Једна од тврдњи је да је аутор Лев Нусимбаум, звани Есад Беј, како се аутор првобитно појавио 1944. У међународном бестселеру Тома Рајса из 2005. Оријенталиста: Решавање мистерије чудног и опасног живота, Рајс тврди да је роман дело Нусимбаума, чему доприноси и ранија тврдња која датира из Нусимбаумове преписке и списа од 1938–1942. и списа Ахмеда Гиамила Вака-Мазаре из 1940-их. Тврдња да је аутор Јусиф Вазир Чаманзаминли  настала је 1971. Аргумент за Чаманзаминлија представљен је у специјалном издању часописа Azerbaijan International из 2011. под насловом Али и Нино: Посао књижевности, у којем је Бети Блер тврдила да је Нусимбаум само улепшао рукопис за који претпоставља да Чаманзаминли мора да је „основни аутор“; став који су Чаманзаминлијеви синови и њихове присталице већ заступали неколико година. Власница ауторских права на роман, Лила Еренфелс, тврди да је њена тетка, бароница Елфрида Еренфелс фон Бодмершоф, аутор књиге, углавном зато што је у уговору о издавању књиге и каснијим каталошким записима идентификована као Курбан Саид, мада мало њих то подржава као доказ њеног ауторства.

## Радња
Радња романа почиње 1910-их у Бакуу, у Азербејџану, под руском контролом. Али Кан Ширваншир и Нино Кипијани су још увек у школи, али се воле много година. Он припада угледној азербејџанској породици (персијског порекла) и муслиман је. Упркос европском образовању, дубоко осећа да је Азијац. Она припада угледној грузијској породици, а руске власти су јој дозволиле да користи титулу "Принцеза". Она је хришћанка, а припада култури Европљана.
Роман је у првом лицу испричао Али. Постоје детаљни описи локалитета и њихових обичаја.
Русија иде у рат (1914); неки од Алијевих пријатеља муслимана жељно се придружују руској војсци, али он осећа да је то хришћански рат. Тада Османско царство (Турска) објављује рат Русији; Османлије су муслимани, али сунити, док су Азербејџанци шиити. Постоји неизвесност у погледу будућности.
Алијев отац му дозвољава да се ожени Нином. Њен отац јој дозвољава да се уда за годину дана, када заврши школу; његова дозвола је очигледно делимично захваљујући убеђивању Алијевог пријатеља Мелека Начарјана, (хришћанина) Јермена. Али, потпуно неочекивано, Начарјан киднапује Нино, убеђујући је да ће са њим бити безбедна шта год да се деси у рату, и са њом одлази из Бакуа. На неасфалтираном путу, Али јашући коња престиже његов ауто и избоде га насмрт. Има право да убије и Нино, али је поштеди и наређује својим друговима да је не повређују.
Да би избегао освету Начарјанове породице, Али се крије у планинском селу у Дагестану. После неког времена, Нино му се придружује; и даље се воле. Ожењени су и живе у блаженом сиромаштву. Онда долази вест: цар је свргнут, влада Бакуа је нестала, а цела породица Начарјан је отишла. Али и Нино се враћају у Баку.
Баку је окружен нерегуларном руском војском која тражи плен. Али се придружује браниоцима; Нино одбија да се склони и помаже иза линије фронта. Али они морају да побегну, а кућу Ширваншира пљачкаши оголе. Са Алијевим оцем беже у Персију, која је у миру. Али и Нино остају у Техерану у великој удобности, али она је затворена у харему и дубоко је незадовољна. Али се придружује паради за празник Мухарем и враћа се кући крвав, на Нинину велику жалост.
У рату Турци почињу да надјачавају Русију. Проглашена је Демократска Република Азербејџан, и Турци заузимају Баку. Али и Нино се враћају, а она преузима реновирање и опремање куће Ширваншир. То је срећан период. Али Турци су приморани да склопе мир и повуку се, а њихово место заузимају британске окупационе (и заштитне) снаге. Република још увек постоји, а Али и Нино, који обоје говоре енглески, служе као домаћини владиних догађаја. На сопствену тајну иницијативу, Нино организује њихов одлазак у амбасаду у Паризу, али Али не може да издржи да напусти Баку, па му се она приклања и извињава. Она роди ћерку.
Рат је завршен, а британске трупе су повучене. Руси поново притискају. По топлом времену, Али, Нино и беба одлазе на његово имање у близини азербејџанског града Ганџе. Одсечени су од вести и догађаја и веома су срећни. Али стиже вест: Руси су заузели Баку, а Ганџа је на удару великих снага. Нино бежи у Грузију са њиховом ћерком, али Али одбија да оде. Убијен је у одбрани града. (Азербејџанска Демократска Република је пала 1920. године и земља је постала део Совјетског Савеза.)

## Уметност, позориште и филм повезани саАлијем и Нином
Године 1998. продуцент Ханс де Верс из амстердамске Egmond Film & Television, тражио је америчке партнере за филмску адаптацију филма Али и Нино, која је требало да буде снимљена на енглеском и коју је написао азербејџански сценариста Рустам Ибрагимбеков, добитник Оскара. Де Верс је наводно „сакупио 30% буџета од 8 милиона долара из Холандије и Азербејџана“.
Године 2004. холандска филмска компанија Zeppers Film & TV, у копродукцији са НПС-ом, објавила је 90-минутни документарац холандског режисера Јос де Путера под називом Алиас Курбан Саид. Филм испитује несугласице око ауторства романа. Variety га је назвао „величанственом детективском причом, у којој су фотографије које се распадају, пожутели документи и заборављени колутовии 35 мм филма обложени огромном евокативном снагом“. Филм приказује документарне доказе да је Абрахам Нусимбаум био власник нафтних бушотина продатих Нобеловој фирми 1913. године. Филм је био званична селекција Трајбека филмског фестивала, Међународног филмског фестивала у Ротердаму и Холандског филмског фестивала 2005. Његова музика је освојила награду за најбољу музику на Холандском филмском фестивалу.
Али и Нино је адаптирана као представа у Градском позоришту Баку 2007. Азербејџанска позоришна компанија која ју је поставила 2007. такође је извела представу на међународном позоришном фестивалу у Москви 2012.
У фебруару 2010, азербејџанска новинска организација је известила да грузијски режисер Гиорги Торадзе планира да сними „документарац“ о „стварању“ Алија и Нина, иако је опис филма у новинском извештају сугерисао да је то измишљена прича. Како се наводи у извештају, пројекат је „азербејџанском Министарству културе и туризма поднео филмски продуцент Гиорги Стуруа“.
Покретна метална скулптура коју је направила грузијска скулпторка Тамара Квеситадзе 2007. године, под називом „Мушкарац и жена“, за коју се каже да је наишла на добар пријем на Венецијанском бијеналу 2007. године, постављена је у Батумију у Грузији 2010. године и поново названа „Али и Нино“, према насловним ликовима романа Курбан Саида. Роман је наводно био Квеситадзеина инспирација за ово дело. На веб страници вајарке скулптура се још увек зове „Мушкарац и жена“.
„Музичко осмишљавање“ романа, под називом Трагом Алија и Нино, премијерно је приказано у Паризу у Ришеље амфитеатру Универзитета Париз IV, Париз-Сорбона, априла 2012. Њен „зачетник, вођа пројекта и пијаниста“ била је азербејџанска пијанисткиња Саида Зулфугарова. Као „звучну подлогу“ за роман користила је „и грузијску и азербејџанску традиционалну музику и дела Азера Рзаева, Узеира Хаџибејлија, Вагифа Мустафазадеа, Фрица Крајслера и, наравно, Кара Карајева, између многих других“. Режирала га је Шарлота Лориот.
Од 2013. године, роман се адаптира за филм британског сценаристе и драмског писца Кристофера Хемптона. Асиф Кападиа је именован за редитеља и продукција филма би требало да почне 2014. Продуцент филма је Лејла Алијева, потпредседница Фондације Хејдар Алијев.

## Дебата о ауторству
Деценијама се води полемика о идентитету Курбана Саида, псеудонима којим се крио идентитет аутора овог романа.
Нико није пронашао нити идентификовао било који постојећи рукопис Алија и Нино. Издавач Луси Тал тврди да су сви папири намерно уништени када су нацисти ушли у Беч. Најближе таквом открићу је Миреј Еренфелс-Абеј, која у филму Алиас Курбан Саид из 2004. тврди да поседује половину рукописа Девојке са Златног рога, другог романа објављеног под именом Курбан Саид. У самом филму, међутим, није успела да лоцира рукопис у свом дому и рекла је да га у ствари можда није видела десет или двадесет година.

### Тврдње за ауторство Лева Нусимбаума
Тврдња да је аутор романа Лев Нусимбаум почела је да кружи 1944. године, када се појавио италијански превод романа, у којем је аутор наведен као „Мохамед Есад Беј“. Том Рајс то наводи као "прву постхумну рестаурацију" Нусимбаумовог ауторства. (Ово италијанско издање је у штампу донео др Ахмед Гиамил Вака-Мазара (по рођењу Бело Вака), који је за себе тврдио да је Курбан Саид и негирао да је Есад Беј Јеврејин по имену Лев Нусимбаум.). Када је роман Жења Граман превела на енглески и објавила га Random House 1970. године, Џон Вејн, аутор увода, описао је фигуру иза имена Курбан Саид, која има биографске атрибуте Нусимбаума. Након тога су се повремено понављале тврдње да је Нусимбаум био аутор.
Азербејџански преводилац Чарказ Курбанов, идентификован на листи интервјуисаних на крају филма, Алиас Курбан Саид као „Черкес Бурбанли“ идентификује себе (као што је транскрибовано и транслитеровано у енглеским титловима) као „Черкес Курбанов је тврдио, у дискусији приказаној у филму Алиас Курбан Саид, да је „Курбан Саид књижевни псеудоним Мохамеда Есада Бега. Статистике су показале, као и моје истраживање, да су романи Есад Бега и Курбан Саида у потпуно истом стилу. Нема разлике. У делу Есад Бега видите Азербејџан." Други учесник, идентификован је на листи интервјуисаних на крају филма Алиас Курбан Саид као "Зејдула Ачајев". Можда је ова особа човек који је превео Алија и Нина на азербејџански. У дискусији је речено: „Текст је немачки, али је азербејџански тип немачког. Немачки језик Есада Беја је оно што прави Немац никада не би користио. Структура реченице показује да он није Немац.“

#### Документарни докази за ауторство Лева Нусимбаума
Постоје три документа која су написали људи који су познавали Нусимбаума који потврђују да је он аутор књиге.
Једно је писмо објављено у Њујорк тајмсу у августу 1971. од Берте Паули, аустријске књижевне агентице која је познавала Нусимбаума у Бечу од 1933. до 1938. и помогла му да добије прилике за објављивање преко задруге писаца под називом Austrian Correspondence (за коју је Паули рекла да је „организована да ауторима чији је рад био "непожељан" у Трећем рајху пружи могућности за објављивање”). Паули је такође преговарала о уговору за други роман Курбана Саида, Девојка са Златног рога. Описујући себе као Нусимбаумову „колегиницу и пријатељицу“, Паули је 1971. написала Њујорк тајмсу да је „прочитала роман у време његовог успешног, првог објављивања, 1937, у мом родном Бечу и разговарала са самим аутором о томе." Напоменула је да „нови, одличан превод на енглески живо подсећа на немачки оригинал; чини ми се да поново чујем Есада како говори на свој посебно духовит начин.“
Друга тврдња потиче од барона Омара Ролф фон Еренфелса у његовом предговору за швајцарско издање другог романа Курбана Саида из 1973. године, Девојка са Златног рога. Омар Ролф фон Еренфелс је био супруг баронице Елфриде Еренфелс фон Бодмерсхоф и случајно отац Лиле Еренфелс, тадашњег носиоца ауторских права. Компликовану причу испричала је Лила Еренфелс у форуму „Али и Нино". Поистовећујући „Курбан Саида“ са човеком кога је 1930-их знао као Нусимбаум/Беј, барон пише: „Као младић основао сам „Оријент-Бунд“ за афро-азијске студенте у Бечу и преко њега сам постао пријатељ са азербејџанским Курбаном Саидом... Пут ме је убрзо након тога одвео у Индију, одакле сам се 1954. године први пут вратио у Европу и одмах отишао да посетим традиционални муслимански гроб мог тада очигледно заборављеног пријатеља који је стајао испред зида гробља у Позитану."
Луси Тал, супруга Е.П. Тала, оригиналног издавача романа из 1937. године, веровала је да га је „Есад Беј“ (Нусимбаум) вероватно написао, али да није била сигурна пошто је њен муж Питер радио уговоре, али је изненада преминуо од срчаног напада и она је побегла из Беча са аншлусом. Штавише, није веровала Есад Беју у погледу уговора: „Есад је понекад био прави приповедач оријенталних бајки. Шта је истина или неистина није га увек много бринуло.“

#### Тврдње Тома Рајса за ауторство Лева Нусимбаума
Том Рајс је тврдио – прво у чланку из 1999. у The New Yorker-у, а затим опширније у својој биографији Нусимбаума, The Orientalist из 2005. – да је „готово сигурно да је Курбан Саид био параван за њега како би могао да настави да прима тантијеме од његовог рада“. Рајс цитира и наводи документарне доказе који не само да повезују псеудоним Курбан Саид са Нусимбаумом и баронесом Елфридом Еренфелс фон Бодмерсхоф, већ показују и разлоге да је јеврејском Нусимбауму био потребан нови псеудоним након што је избачен из (нацистичког) Савеза немачких писаца1935, да је примао приходе од књига објављених под тим именом и да је сам тврдио да је аутор Алија и Нина.

##### Документарни доказ Тома Рајса за ауторство Лева Нусимбаума
Од почетка, 1937. и 1938. године бароница Еренфелс је држала законска ауторска права на дела Курбана Саида, ауторска права која су сада наследила њена нећака Лилу Еренфелс. Адвокат Лиле Еренфелс, Хајнц Баразон, успешно је бранио  власништво породице Еренфелс над ауторским правима на Алија и Нина. Рајс, међутим, тврди да је бароница Еренфелс уместо да је била стварни аутор иза имена Курбан Саид, уместо тога деловала као „аријанизатор“ за Нусимбаума, што значи да је преузела правно власништво над псеудонимом Курбан Саид док му је преносила приходе остварене од књига објављених под тим именом. Хајнц Баразон је, преноси Рајс, истакао да је издавачки уговор за Алија и Нина потписан у Бечу 20. априла 1937. године, много пре него што је Нусимбаум, као Јеврејин, изгубио право на објављивање после аншлуса, односно после анексије Аустрије од стране Нацистичке Немачке, која се догодила у марту 1938.
Рајс се супротставља Баразоновој тези тврдећи да је Нусимбаум имао економски подстицај да објављује под псеудонимом који је власништво његове пријатељице баронице Еренфелс јер је, за разлику од Аустрије и Швајцарске, где је Нусимбаум могао да објављује под псеудонимом Есад Беј, Немачка била под контролом нациста, али далеко највеће тржиште за публикације на немачком језику. Рајс парафразира професора Мареја Хола, стручњака за издаваштво у међуратној Аустрији, који му је рекао: „Није било исплативо објавити књигу ако не можете да је продате у Немачкој, тако да су аустријски издавачи морали да обезбеде да њихове књиге прођу мимо нацистичке цензуре да би стигли до већине немачке читалачке јавности“. Ову теорију подржава писмо Берте Паули Њујорк тајмсу из 1971. године, у којем је написала да је разлог зашто је Нусимбаум можда користио псеудоним за свој рад у овом периоду био тај што је „као што је 'Курбан рекао' још увек могао да се продаје на немачком тржишту“.
Рајс пише да је пронашао „траг писама“ у „досијеима италијанске фашистичке политичке полиције у Риму“ који потврђује да је нацистички полицијски апарат осујетио Нусимбаумов покушај да прода свој рад у нацистичкој Немачкој. Он цитира интерну белешку италијанске полицијске службе од 8. јула 1937. која показује да је служба веровала да је Нусимбаум/Беј „покушао да прокријумчари“ своја дела у Немачку, али да је „трик ипак откривен“. „Иако ово не доказује“, закључио је Рајс, „да је Есад Беј, усвојено име Лева Нусимбаума, крио свој идентитет иза Курбана Саида, и то показује да је за то имао разлога“.
Рајс даље цитира Нусимбаумову преписку са бароном Омар-Ролфом Еренфелсом из 1938. како би показао да је Нусимбаум примао хонораре за публикације Курбан Саида преко баронице Еренфелс, коју је назвао „гђа. Курбан Саид.“ (Лила Ехренфелс цитира писмо „Есад Беја“ бароници Еренфелс од 14. септембра 1938, написано у Позитану, Италија, у којем је он поново помиње као „гђа. Курбан Саид“ и честита јој на нечему непоменутом – Лила Еренфелс ово тумачи као референцу на Девојку са Златног рога.)
Рајс такође цитира писма у којима Нусимбаум недвосмислено потврђује да је аутор романа. У једном Нусимбаум директно наводи да је користио баронесу Еренфелс као правно покриће како би заобишао забрану свог рада у нацистичкој Немачкој: Нусимбаум објашњава да су Али и Нино и даље могли да се објављују свуда, јер „према закону о псеудонимима, К.С. је жена! Млада бечка бароница, која је чак и чланица Reichskulturkammer!“, Савеза немачких писаца из кога је Нусимбаум био искључен.
У овом истом писму Нусимбаум је препоручио својој адресати да „сама купи примерак Алија и Нина, хвалећи се да му је то омиљена од његових књига“. У другом писму, Нусимбаум је написао да је имао само два искуства писања у којима „нисам мислио ни на издавачку компанију, ни на хонораре, већ сам само радо писао. То су биле књиге Стаљин и Али и Нино “, додајући да „Јунаци романа једноставно долазе код мене и захтевају „Дај нам облик“ — ми такође поседујемо одређене карактеристике које сте изоставили и желимо да путујемо, међу друге ствари.“ (Бети Блер је ову изјаву протумачила као „признање” да је Нусимбаум „добио приступ оригиналним рукописима” које је већ написао неко други, Јусиф Вавир Чаманзаминли, и да их је „улепшао.”) Рајс такође цитира друга писма у којима се Нусимбаум идентификује као Курбан Саид. У свом коначном, необјављеном рукопису, Der Mann der Nichts von der Liebe Verstand, Нусимбаум такође себе назива „Али“.
Дакле, иако Рајс није тврдио да је Нусимбаум, а не Еренфелс или Чаманзаминли, примарни аутор, он цитира документарне доказе који показују да је Нусимбаум имао потребу 1937. да "аријанизира" своје публикације како би наставио да прима приход од чекова исписаних на име Курбан Саида.

##### Текстуална поређења Тома Рајса
Поред документарних доказа које Рајс нуди за ауторство Лева Нусимбаума, Рајс такође предлаже неколико интерпретативних паралела између Нусимбаумових познатих животних искустава и његових списа под псеудонимом Есад Беј.
У The Orientalist Рајс цитира сведочанство Александра Браиловског (ака Алекса Браилова), школског друга Лева Нусимбаума у руској гимназији у Шарлотенбургу у Берлину. Из Рајсовог извештаја није јасно да ли је Браилов био у контакту са Нусимбаумом током 1930-их, посебно 1937. када је Али и Нино први пут објављен у Бечу; у сваком случају Рајс не извештава да је Браилов тврдио да је од Нусимбаума (или било кога другог) добио било какво усмено или писмено признање ауторства. Рајс цитира Браилова, у својим необјављеним мемоарима, како се сећа да је Нусимбаум имао „таленат за причање прича“. Рајс даље цитира Браилов необјављен увод у планирану књигу под насловом Оријенталне приче о Есад-Беју (збирка Нусимбаумових раних списа у Браиловом поседу), у којој је Браилов тумачио ликове из Алија и Нина као аутобиографске референце на Нусимбаумове другове из гимназије. Лик Нино, веровао је Браилов, заснован је на Нусимбаумовој тинејџерској љубави Жењи Флат. Рајс пише да је, пошто је Жења Флат „пренела своје наклоности… на старијег човека по имену Јашенка“, Браилов „увек веровао да је Јаша Левов модел за Начараријана, "злог Јермена" у Алију и Нину, који је Алијев ривал за Нинину љубав." Браилов је написао: „Цела љубавна афера, укључујући бекство Ниноа и каснију потеру и убиство Начараријана, једнако је испуњење жеља као и аутобиографија Алија чија су адолесценција и младост чудна мешавина Есадове и оне какве би он желео да буде“. Рајс такође напомиње да се Браилов сећа и инцидента који подсећа на тренутак у Алију и Ниноу у којем Али убија Начараријана: „једног дана је повукао нож на свог мучитеља и претио да ће му пререзати врат. Браилов се присећа да је „Есад, осим што је био нервозан, изгледа да се упуштао у изливе убилачког беса, можда зато што је осећао да је то његова обавеза као "Оријенталца" за кога би освета била света дужност. Браилов је интервенисао да спречи да „кавкаски темперамент“ његовог пријатеља доведе до убиства.“
Рајс тврди да су „иако су биле очигледно малолетничке“, Нусимбаумове необјављене ране приче „имале иронију која је одмах била препознатљива као сирови материјал Алија и Нино и многих кавкаских књига које је Лев написао“.

#### Додатни докази за ауторство Лева Нусимбаума: плагијат и понављање
Књига Тамар Инђије Али и Нино – књижевна пљачка! показује да су делови Алија и Нина „украдени” из романа Змијска кожа (Das Schlangenhemd) грузијског аутора Григола Робакидзеа из 1926. (Објављена је на грузијском 1926. и на немачком 1928. године. Инђија је анализирала две књиге, пронашла сличне и идентичне одломке и закључила да је „Курбан Саид“ (којег она идентификује као Есад Беј) намерно пренео одломке из Робакидзеовог романа.

### Тврдња за ауторство Јусифа Вазира Чаманзаминлија
Тврдња да је азербејџански романописац Јусиф Вазир, популарно познат као Јусиф Вазир Чаманзаминли, прави аутор Алија и Нина, изгледа да је почела у предговору турског издања романа из 1971. године, у којем је турски преводилац Семих Јазичиоглу тврдио да Луси Тал, покојна удовица првобитног издавача Е.П. Тала, написала писмо у коме је навела да је 1920-их „згодан младић“ „оставио гомилу рукописа“ које је компанија објавила 1937. (Луси Тал је недвосмислено негирала да је написала изјаву, назвавши те тврдње „монструозним тврдњама.“)
Чаманзаминлијеви покојни синови Орхан и Фикрет наставили су ове тврдње. Почели су да се залажу за то барем до 1990-их, након што је први превод Алија и Нина на азербејџански објављен 1990. године. Ранији превод на азербејџански је направљен 1972. године, али је комплетан превод на азербејџанском, Мирзе Хазара, објављен први пут, серијски, у три броја часописа Азербејџан 1990. Следећи ову теорију, Чаманзаминли је наведен као аутор (уместо стандардног „Курбан Саид“) у бројним издањима, посебно у Азербејџану где је Чаманзаминли проглашен за аутора.
У филму Алиас Курбан Саид из 2004. године, редитеља Јос де Путера, покојни син Јусифа Вазирова Чаманзаминлија, Фикрат Вазиров, понудио је аргумент за Чаманзаминлијево ауторство. Чаманзаминли је био у романтичној вези са девојком по имену Нина која је, тврдио је, постала „Нино“ у роману. „Свако може да каже да је Курбан Саид, али не може да вам каже како је упознао Нино у Николајевој улици." Он је сведочио да је његов отац срео младу жену по имену „Нино“: „Она је ходала Николајевом улицом, а отац је ишао из Института. Упознали су се овде у парку, баш као у роману. Он је имао деветнаест, а она седамнаест година."
Кратка прича Чаманзаминлија, објављена 1927, аутобиографског карактера, приказује изгладнелог писца у Паризу средином 1920-их (када је Чаманзаминли био тамо) који ради као "писац дух" који производи чланке са потписом неког другог и добија само 25 одсто зараде за њих. Блер ово нуди као траг да је Чаманзаминли у стварности, а не у фикцији, произвео списе који су се појављивали под потписима других. Блер имплицитно претпоставља да је роман такође морао да изађе из његовог поседа и да је тиме изгубио могућност да добије заслуге за његово писање. Фикрет Везиров је изнео тврдњу да је Чаманзаминли морао да сакрије свој идентитет иза имена Курбан Саид како се не би поистоветио са антибољшевичким ставовима садржаним у Али и Нино. Ако је Чаманзаминли имао копију рукописа, рекао је Везиров, то је морало бити међу оним Везирововим извештајима које је Чаманзаминли спалио 1937. када је Чаманзаминли постао сумњив КГБ-у. Везиров се осврнуо на чланак из 1930-их, чији су аутори, у Везирововој карактеризацији, негодовали због Нусимбаумове употребе имена „Есад Беј“ и протестовали „што је писао порнографију која нема никакве везе са историјом, да је само хушкао нације једну против  друге." Везиров је као другу очигледну везу навео чињеницу да је његов отац путовао у Иран, Тбилиси, Кисловодск и Дагестан (све су их посетили ликови из романа). „Извуците своје закључке“, изјавио је.
Панах Халилов (алтернативни правопис: Пенах Кселилов), како је приказано у филму Алиас Курбан Саид, творац је Чаманзаминлијеве архиве. У филму се осврнуо на причу о Чаманзаминлију објављену 1907. за коју верује да је „примарна варијанта“, а не „потпуни Али и Нино“. Такође се осврнуо на „књигу, написану на немачком и објављену у Берлину“ чији је аутор упознао Нусимбаума, и читао Крв и уље на Оријенту и „написао есеј о томе у којем га оптужује да је вређао свој народ речима да су језгро народа Азербејдшана били Јевреји“ – карактеризација коју је Черкез Курбанов, који је превео Крв и уље на азербејџански, гласно порицао да је тачна о Крви и уљу на Оријенту.
Вендел Стивенсон је у својој књизи Stories I Stole: From Georgia из 2002. године известила да је „Вазиров млађи назвао Лева Нусимбаума преварантом, "шарлатаном", а не Бакувцем, који је написао дванаест књига "авантуристичке природе", али није имао никакве везе са Али и Нино. Али и Нино је чист азербејџански роман. Било је превише детаља који су се поклапали: Курбан Саид мора да је био Азербејџанац. „Чак је знао све о посебној врсти шушанског сира, за коју би знао само човек из Шуше. Вазиров је протествовао.“

#### Тврдње да азербејџански национализам мотивише залагање за ауторство Јусифа Вазира Чаманзаминлија
Најмање четири научника азербејџанске књижевности и културе изразила су скептицизам у погледу аргумената Azerbaijan International-а за Чаманзаминлијево ауторство Алија и Нина.
Азербејџански романописац и књижевни критичар Чингиз Хусејнов (или Гусејнов), који предаје на Московском државном универзитету, упозорио је 2004. да нас „не воде 'етно-емоције' које би нас могле натерати да по сваку цену овај комад повежемо са азербејџанском књижевношћу. Познати азербејџански песник, математичар и оснивач Хазар универзитета у Бакуу Хамлет Исаханли оглу Исајев такође је говорио против националистичких мотива у кампањи за Чаманзаминлијево ауторство. „Мислим да је апеловање на осећај националног поноса Азербејџанаца покушајем да докаже да је Чаманзаминли написао роман контрапродуктивно… Као Азербејџанац, не осећам се више поносним јер је наводно етнички Азербејџанац написао роман. Још један коментатор је Алисон Мандавил, професорка књижевности на Државном универзитету Калифорније, Фресно, која је преводила белетристику са азербејџанског на енглески и много је објављивала о азербејџанској књижевности и култури. Чланци Алисон Мандавил о азербејџанској књижевности и култури укључују „Mullahs to Donkeys: Cartooning in Azerbaijan“. За Мандавил, покушај Azerbaijan International да установи Чаманзаминлијево ауторство Алија и Нина одражава уско осећање књижевности као облика „власништва“ које умањује уважавање и промоцију саме књижевности и одражава савремени осећај комунистичког азербејџанског национализма који је одвојен од мултикултуралног национализма који се огледа у роману. "По мом мишљењу, Азербејџану би било много боље да подржи и промовише саму књижевност, него да улази у „чија“ је она. За свакога ко данас чита, књижевност је глобална. И свако ко истражује порекло књижевности током Али и Нино периода зна да је нација била веома флуидна ствар у том тренутку историје.

#### Бети Блер иAzerbaijan Internationalтврдња за ауторство Јусифа Вазира Чаманаминлија
Налази истраживања Бети Блер и придружених истраживача објављени су у специјалном издању Azerbaijan International часописа из 2011. под насловом Али и Нино: Посао књижевности. (Неки чланци су кокредитовани другим ауторима поред Блер.) Блер указује на бројне паралеле између догађаја из Чаманзаминлијевог живота и списа и текста Али и Нино. Она нуди само мали број посредних догађаја из Чаманзаминлијевог живота на основу којих конструише хипотетички сценарио у којем би Чаманзаминлијев рукопис – чије постојање је претпостављено – на неки начин он написао, а затим  га је набавио бечки издавач, Е.П. Тал. Некако је Лев Нусимбаум добио овај хипотетички рукопис и „улепшао“ би га пре његовог објављивања.

##### Блерине хипотезе о рукопису Чаманзаминлија
Бети Блер, из Azerbaijan International, тврди да „постоји превише веза између Чаманзаминлија и Алија и Нина да би се објаснило да су само посредне. Непобитни докази директно упућују на Чаманзаминлија као главног писца." Међутим, она није показала никакав папирни траг документарних извора који би показао да је Чаманзаминли имао било какве везе са Алијем и Нином, нити је показала било какву везу између било којег Чаманзаминлијевог рукописа (било онога што она хипотетички назива „основним рукописом“ или било ког другог рукописа чији је аутор Чаманзаминли) и публикације Али и Нино . Она повезује Чаманзаминлија са Алијем и Нином кроз текстуалне паралеле, ослањајући се на предложене текстуалне паралеле између Чаманзаминлијевог живота и списа и садржаја романа као „непобитног доказа“.
Блер покушава да понуди обрисе начина на који је могао да се деси пренос од Чаманзаминија до Тала и Нусимбаума. Она предлаже два хипотетичка сценарија. Она заснива ове сценарије на пријављеним и спекулативним акцијама које је направио Чаманзаминли и неким тврдњама о Леву Нусимбауму, као и на изјавама које су повучене или које Блер сматра непоузданим.
У свом првом хипотетичком сценарију, Блер тврди да Чаманзаминлијево присуство у Европи почетком и средином 1920-их чини његово ауторство теоријски могућим. Чаманзаминли је живео у Паризу од 1923. до 1926. године. Могуће је, тврди Блер, да је продао или оставио рукопис у Европи, који би Нусимбаум касније изменио да би произвео садашњи текст. Чаманзаминли је имао разлога за то, тврди она, јер је имао потребу за приходима и због потребе да нема никакве антибољшевичке списе по уласку у Совјетски Савез 1926. године. Она тврди да се Чаманзаминли "јесте зауставио у Берлину 1926. године", позивајући се на изјаву коју је Чаманзаминли дао на испитивању совјетској полицијској агенцији и тврдећи, на основу овог извора, да "поуздано знамо" да је посетио Берлин. 1926. године, међутим, Нусимбаум би „управо започео своју списатељску каријеру у Die literarische Welt“ и „немамо података да су се икада директно срели“. Блер не пружа никакве доказе да су се Чаманзаминли и Нусимбаум икада срели.
С обзиром да је веза са Берлином превише удаљена, Блер предлаже везу са Бечом. Нема доказа да је Чаманзаминли икада посетио Беч, али Блерова спекулише да је писац „путовао“ возом у Истанбул по повратку у Баку 1926. и „могао“ да оде у тај град на свом путу, „да посети Тала у његовом издавачком предузећу“. Блер хипотетички имплицира да је рукопис у том тренутку „прешао“ из Чаманзаминлијевих руку у Талов посед. Блер тврди да је ово заустављање у Бечу могуће зато што би Чаманзаминли „путовао“ Оријент експресом (који је пролазио кроз Беч) јер је то била „најпознатија железничка рута свог времена“.
Блер нуди даљу разраду овог бечког сценарија на основу изјаве приписане жени оригиналног издавача, Луси Тал, док је Тал гласно порицао да јој је икада дао. Блер извештава да се у предговору турском издању из 1971. године тврди да је аутор Курбан Саид - Јусиф Вазир Чаманзаминли. Преводилац Семих Јазичиоглу пише у овом предговору да су двојица Азербејџанаца који живе у Сједињеним Државама – Мустафа Туркекул (који је рекао да је студирао са Чаманзаминлијем 1930-их) и Јусуф Гахраман (бивши учитељ и радиолог) прочитали књигу када је први превод на енглески изашао је 1970. године. Њих двојица су „препознали“ описе романа „познатих улица, тргова, вила“ Бакуа, као и „имена неких породица нафтних барона поменутих у књизи“. Затим су контактирали Random House, издавача, „надајући се да ће сазнати више о идентитету Курбана Саида“. Они у овом предговору тврде да је Луси Тал (жена Е.П. Тала, првобитног бечког издавача романа) одговорила: „Било је то 1920-их (гђа. Тал није могла да се сети тачно која је година била). Један леп младић је дошао у издавачку кућу и разговарао са мојим мужем, а затим оставио гомилу рукописа. Још увек не знам о чему су причали јер ми мој муж никада није рекао… Мој муж је наставио са објављивањем ових рукописа 1937. Андреас Тице је превео овај предговор са турског на енглески 31. маја 1973. за Таловог адвоката Ф.А.Г. Шенберга 31. маја 1973. године. Тице, можда први који је дао поверење Чаманзаминлијевој теорији, прокоментарисао је да „докази, иако нису убедљиви, имају одређену тежину и можда је Чаманзаминли заиста идентичан са Курбаном Саидом“. Ипак, неколико дана након што је чула цитат који јој се приписује, Луси Тал је недвосмислено негирала да је написала изјаву. У писму Шенбергу 2. јуна 1973. Тал је написала: „Прочитавши тај документ, прилично сам се запрепастила. Никада нисам писала такво писмо ни Турцима ни било коме другом. Зашто и због чега? Такве монструозне тврдње, како их неко оповргнути ?"  Тал је објавионајмање 15 књига у Бечу 1937. поред Али и Нино.
Блерин други хипотетички сценарио укључује пренос у Истанбулу, Турска, а не у Берлину или Бечу. Блер цитира тврдњу Ђамила Ахмада Вака-Мазаре, сарадника Лева Нусимбаума у последњим годинама у Позитану у Италији да је „Есад Беј“ (Вака-Мазара негирао да је ово име псеудоним за Лева Нусимбаума) написао Алија и Нина у Истанбулу, заснован на сопственој причи Вака-Мазара, и да је Вака-Мазара и сам био "Курбан Саид", за који тврди да је био Нусимбаумов надимак за њега. Блер примећује да се на Вака-Мазару „не може поуздати као на веродостојног сведока“, али се ипак нада да „можда има наговештаја истине у неким деловима његове приче“. Блер тврди да одломак из Чаманзаминлијевог писања представља „папирни траг“ који показује да је Чаманзаманли „провео доста времена у три библиотеке у старом Истанбулу док је тамо живео (1920–1923) након што је његово именовање за амбасадора Азербејџана прекинуто преузимањем бољшевичке владе у Баку“. Осим самог Чаманзаманлијевог присуства у Истанбулу, штавише, „он је чак написао да је оставио нека од својих дела у тим библиотекама“. Блеров „папирни траг“ састоји се од следеће изјаве из Чаманзаминлијевих списа: „Дали смо неке документе Катановској библиотеци Сулејманије у Истанбулу. Они су везани за последњи период независности Азербејџана, двогодишњи зборник новина Азербејџан на руском језику, The News of Azerbaijan Republic Government, заједно са часописима и књигама о нашој националној економији и документима који описују јерменско-муслимански сукоб на Кавказу." У цитату се не наводи да је аутор дотичне донације био Чаманзаминли, нити да су укључивале белетристику или било које необјављене списе.

##### Паралеле које Блер повлачи између Чаманзаминлија иАлија и Нина
Позивајући се на паралеле између пасуса у Чаманзаминлијевим списима и доказа из његових животних догађаја, Блер тврди да је Чаманзаминли „основни аутор“ романа Али и Нино. Блерин аргумент „основног аутора“ заснива се на листи од 101 корелације пронађене упоређивањем аспеката Чаманзаминлијевих и списа, као и на доказима о његовим животним искуствима и његовим делима, укључујући његове дневнике, чланке, кратке приче и романе.
Блер тврди да се у списима које је Нусимбаум објавио као Есад беј показује да има негативан став према Азербејџану, да је када је отишао био „одушевљен што је затворио то поглавље свог живота”. Он је „наизглед емоционално нетакнут“ губитком независности Азербејџана. Насупрот томе, Али и Нино приказују освајање земље од стране СССР-а 1920. године као мучну трагедију.
Међутим, у сцени која подсећа на исти цитат Blood and Oil in the Orient (Крв и уље на Оријенту), у 22. поглављу књиге Али и Нино, Али говори свом оцу: „Азија је мртва…" На шта Алијев отац одговара: „Азија није мртва. Само су се њене границе промениле, заувек промениле. Баку је сада Европа. И то није само случајност. У Бакуу више није било Азијата.” Радни назив Али и Нино, према уговору из 1937. између баронице Елфриде Еренфелс фон Бодмершоф и издавачке куће Тал, био је The Dying Orient.
Блер се ослања на акумулацију доказа употребљених да би сугерисали да Лев Нусимбаум, који је писао као Есад Беј, није могао сам да напише Алија и Нину. Она признаје да је Нусимбаум оставио "отиске прстију" на књизи, али тврди да је његов допринос ограничен на фолклорни и легендарни материјал, од којих је неке копирао из својих ранијих књига, за које она показује да често нису ни културно ни етнички поуздани. Блерова тврди да Нусимбаум није могао да стекне знање о Азербејџану у Алију и Нино током његовог боравка у Бакуу, које се завршило када је имао 14 година, и током којег је имао ограничен контакт са животом Азербејџана. Стога, по њеном мишљењу, он није могао да напише значајне делове романа. Она тврди да Нусимбаум није саосећао са азербејџанском националном ствари оличеном у роману. Стога, претпоставља она, он мора да је „добио приступ“ (хипотетичким) „оригиналним рукописима“ и „улепшао их“. Она тврди да роман има контрадикторан квалитет који се може објаснити хипотезом да је заснован на нечему што је Чаманзаминли написао, али да га је изменио Нусимбаум.

##### Критике Блерине аргументације
Азербејџанска новинарка Ники Казимова је известила да је „већина доказа о Чаманземинлијевом ауторству сугестивна, а не чињенична, а велики број аргумената  је "доказ противречности“.
Неки проучаваоци азербејџанске књижевности и културе, након што су били изложени Блериним аргументима, настављају да изражавају сумњу у могућност да је Чаманзаминли аутор романа. Хамлет Исаханли оглу Исајев, који је председавао састанком у децембру 2010. на којем је Блер представила своја открића, приметио је да су резултати „многа питања оставили без одговора“. Други су понудили конкретније критике. Леа Фелдман, добитница награде Хејдар Алијев за стипендију за Азербејџан 2010. године, коју је уручио Генерални конзулат Азербејџана и научни сарадник на Институту за међународне и регионалне студије Универзитета Принстон, који проучава оријентализам и Азербејџанску књижевност,. присуствовала је једној од Блериних презентација у Унији писаца у Бакуу у децембру 2010. године. Фелдман је окарактерисала приступ Бети Блер као заснован на „теорији ауторства као аутобиографије“, објашњавајући да „Блерин аргумент указује на то да оно што она назива „главним аутором“ Алија и Нина није човек који је написао текст (Есад Беј/Лев Нусимбаум), већ појединац чији живот и идеје најспремније изражавају протагонисти. Фелдманина оцена романа нагиње Нусимбауму као аутору. „За мене“, написала је, „роман се чита као оријенталистички комад“. Као „оријенталистички“ роман, представљао би првенствено европску тачку гледишта у вези са Азербејџаном. Мандавилова процена Алија и Нина такође иде у прилог Нусимбаумовом ауторству. Позивајући се на чињеницу да је Нусимбаум припадао азербејџанској јеврејској мањини, док је Чаманзаминли био део муслиманске већине, Мандавил пише да је „најзанимљивија ствар у роману интензиван суперносталгични однос љубави/мржње који је изражен према региону – управо такав шта би написала особа која је била (мањинско) дете на подручју из којег су сада прогнани."

### Тврдња за ауторство барона и баронице Еренфелс
Аустријска бароница Елфрида Еренфелс (1894–1982) регистровала је роман Али и Нино код немачких власти, а њена нећакиња Лила Еренфелс (у сарадњи са другом женом барона Омара Ролфа фон Еренфела, баронесом Миреј Еренфелс-Абеј) је тврдила да псеудоним Курбан Саид припадао је њеној тетки Елфриди, и да је написала оба романа Курбан Саида, Али и Нино и Девојка са Златног рога. Нико није понудио никакво чврсто контекстуално поређење између Алија и Нина и других познатих списа Елфриде Еренфелс, али Лила Еренфелс је приметила неколико подударности између живота и списа њене тетке и оца која сугеришу њихово, или барем Елфридино, ауторство романа. Један је да је радни наслов романа од 20. априла 1937. био The Dying Orient (Умирући Оријент), а њен отац и тетка (барон и бароница Еренфелс) су претходно заједно написали чланак под насловом „Умирући Истанбул“. Други је да су Еренфелови снимили филм под насловом Велика чежња, који говори о човеку који је разочаран светом. И он тражи праву љубав или истину“. (Неизговорена импликација може бити да је ово слично Алију и Нину.) Треће, барон Омар Ролф фон Еренфелс је основао „Orient Bund” за муслиманске студенте у Берлину „како би зближио Европљане и муслимане”. Лила Ехренфелс и Миреј Ехренфелс-Абеј су такође рекле да је могуће да је Елфрида имала аферу са Левом Нусимбаумом. Четврто, према уговору од 20. априла 1937. са Е.П. Тал & Со, бароница Елфрида је била ауторка псеудонима Курбан Саид, а Лила је рекла, „што ми чини очигледним да је она написала обе књиге. Али могуће је да је Есад Беј испоручио део материјала. И да постоје одређени делови на којима су заједно радили“. Пето, Лила Еренфелс цитира писмо „Есад Беја“ бароници Еренфелс од 14. септембра 1938, написано у Позитану, Италија, у којем је он поново назива „гђа. Курбан Саид“ и честита јој на нечему непоменутом – Лила Еренфелс ово тумачи као референцу на Девојку са Златног рога.
У филму Алиас Курбан Саид из 2004. године, бароница Миреј Ехренфелс-Абеј је рекла да Елфрид Еренфелс „никада“ није рекла „ни једну реч“ о Алију и Нину након повратка у Аустрију 1960. године са дугог боравка у Индији, објашњавајући да "био је то другачији свет, којем је дошао крај." Међутим, у интервјуу са Томом Рајсом из 1999. године, бароница Еренфелс-Абеј је испричала да се, у Рајсовом опису, „негде почетком 1970-их бароница сећа да је први пут схватила да је Елфрида некада била Курбан Саид“. Сестра барона Омар-Ролфа Еренфелса Има је обавестила бароницу Миреј Еренфелс-Абеј да је, како је бароница рекла Рејсу, „примила смешно писмо, неки доктор је желео да зна да ли сам написала књигу под називом Али и Нино. Миреј је питала Елфриду о томе, а Елфрида је рекла: „Наравно, Ими не мора да зна све. Да, створила сам га.“ Реч "створила" је остала двосмислена.